# Agnières
Agnières é uma comuna francesa na região administrativa de Altos da França, no departamento de Pas-de-Calais. Estende-se por uma área de 3,25 km². Em 2010 a comuna tinha 252 habitantes (densidade: 77,5 hab./km²).